# توکله (ماساللی)
توکله (به ترکی آذربایجانی: Tüklə) یک منطقه مسکونی در جمهوری آذربایجان است که در شهرستان ماساللی واقع شده‌است. توکله ۱۵۷۱ نفر جمعیت دارد.در مسجد جامع تکدام یک هیئت مذهبی وجود دارد

## ریشه واژه
توکله در زبان تالشی به معنای محل کاشته‌شده برنج است.